# Hystatus
Hystatus is een kevergeslacht uit de familie van de boktorren (Cerambycidae). De wetenschappelijke naam van het geslacht werd voor het eerst geldig gepubliceerd in 1861 door Thomson.

## Soorten
Hystatus omvat de volgende soorten:
- Hystatus javanus Thomson, 1861
- Hystatus werneri Komiya & Drumont, 2011